# پیتر رایشل
پیتر رایشل (انگلیسی: Peter Reichel؛ زادهٔ ۳۰ نوامبر ۱۹۵۱) بازیکن فوتبال اهل آلمان است.
از باشگاه‌هایی که در آن بازی کرده‌است می‌توان به باشگاه فوتبال آینتراخت فرانکفورت اشاره کرد.
وی همچنین در تیم ملی فوتبال آلمان بازی کرده‌است.